# Diana Žiliūtė

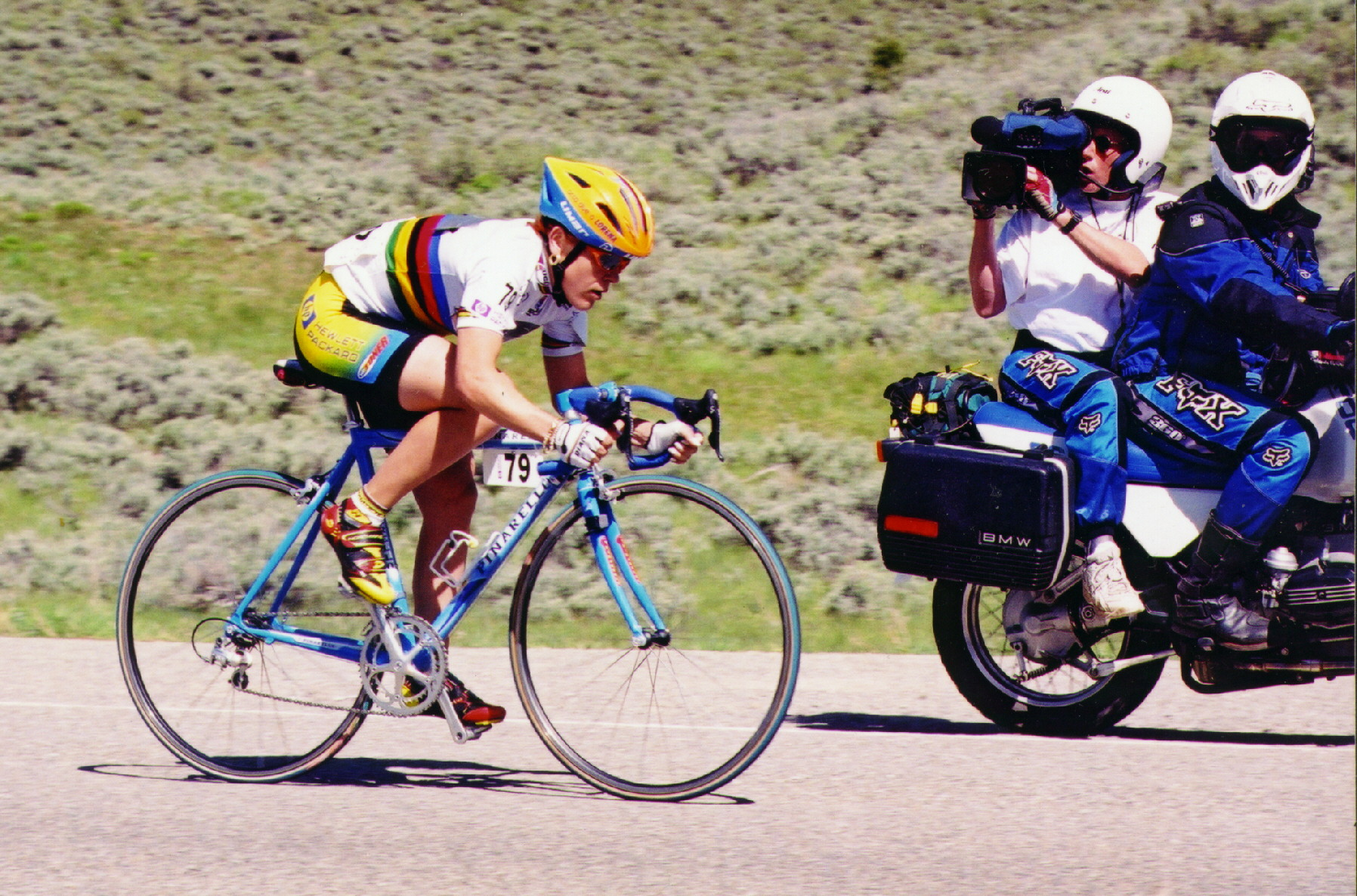
Diana Žiliūtė im Regenbogen-Trikot bei der „International Women’s Challenge“ 1999

Diana Žiliūtė (* 28. Mai 1976 in Rietavas, Litauische SSR, Sowjetunion) ist eine ehemalige litauische Radrennfahrerin und Weltmeisterin im Straßenrennen (1998).

## Werdegang
International machte Diana Žiliūtė 1994 auf sich aufmerksam, als sie Junioren-Straßenweltmeisterin wurde. Anschließend dominierte sie bis Ende der 1990er Jahre den Straßenradsport der Frauen. 1998 gewann sie den Straßen-Weltcup der Frauen und wurde zudem Weltmeisterin.
1999 wurde Diana Žiliūtė Siegerin der Grande Boucle Féminine. Wegen eines erhöhten Koffein-Wertes erhielt sie eine Verwarnung. 2000 konnte sie nochmals den Weltcup für sich entscheiden; zudem errang sie eine Bronze-Medaille im Straßenrennen bei den Olympischen Spielen in Sydney. In den anschließenden Jahren konnte Žiliūtė zahlreiche Straßenrennen und Etappen von Rundfahrten für sich entscheiden. Zuletzt wurde sie Fünfte im WM-Rennen 2009 in Mendrisio und gewann den Giro della Toscana.
Von 1999 bis 2009 fuhr Diana Žiliūtė ununterbrochen im italienischen Radsportteam Acca Due O, welches zeitweise mit litauischer Lizenz fuhr und mehrmals den Namen wechselte.
Im November 2009 erklärte die damals 33-Jährige ihre aktive Karriere für beendet.

## Auszeichnungen
- 2004 wurde Diana Žiliūtė mit dem Gediminas-Staatsorden von Litauen ausgezeichnet.[2]